# Lovénøyane
Lovénøyane est un archipel de sept îles et îlots norvégien situé dans le Kongsfjorden sur la Terre de Haakon VII au Spitzberg, dans le Svalbard. Il porte le nom du zoologiste suédois Sven Ludvig Lovén,. La plus grande des îles est Storholmen, et les six autres sont Juttaholmen, Observasjonsholmen, Sigridholmen, Midtholmen, Innerholmen et Leirholmen. 
Lovénøyane et les trois îles Prins Heinrichøya, Mietheholmen et Eskjeret ont été inclus dans la réserve ornithologique de Kongsfjorden en 1973.